# Sagesse
(Verlaine, Sagesse, II)
Sagesse (Saggezza) è una raccolta di poesie di Paul Verlaine pubblicata nel 1881 contemporaneamente a Bruxelles (da Goemaere) e a Parigi (presso la Librairie Catholique).
Così scrive Paul Verlaine nella prefazione della prima edizione di Sagesse:
L'autore di questo libro non ha sempre pensato come oggi. Egli ha lungamente errato nella corruzione contemporanea, prendendo la sua parte di colpa e d'ignoranza. Dispiaceri molto meritati l'hanno dopo avvertito, e Dio gli ha fatto la grazia di comprendere l'ammonimento. Egli si è prosternato davanti all'Altare lungamente misconosciuto, adora la Bontà Infinita e invoca l'Onnipotente, figlio sottomesso della Chiesa, l'ultimo nei meriti, ma pieno di buona volontà.
Il sentimento della sua debolezza e il ricordo delle sue cadute l'hanno guidato nell'elaborazione di quest'opera che è il suo primo atto di fede pubblica dopo un lungo silenzio letterario: non vi si troverà nulla, egli spera, di contrario a quella carità che l'autore, ormai cristiano, deve ai peccatori di cui ha un tempo e quasi poc'anzi praticato gli odiosi costumi.

## Poetica

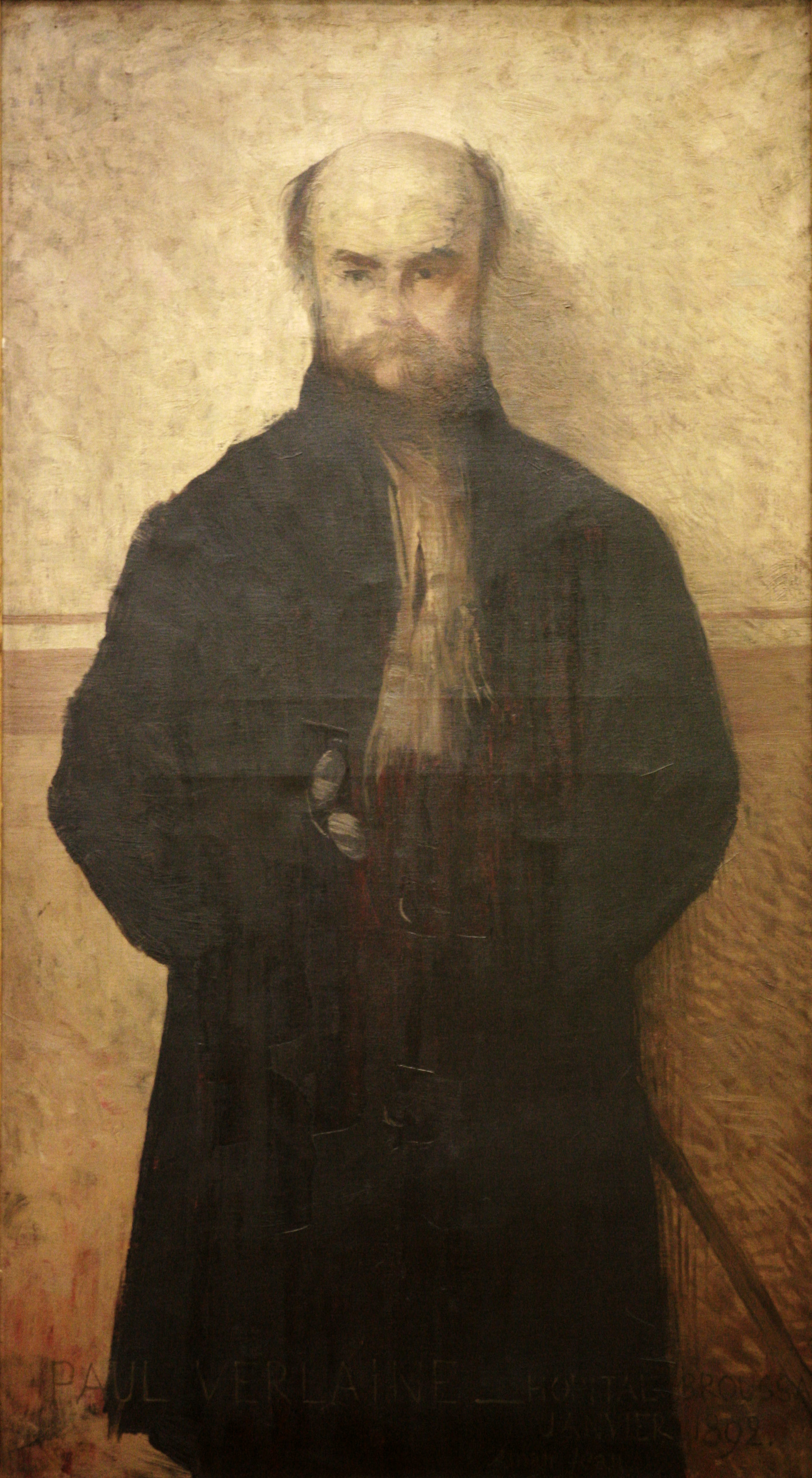
Verlaine in un ritratto di Edmond Aman-Jean

Nella raccolta dunque è preponderante l'espressione della conversione, con il rifiuto della vita passata, trascorsa nell'abiezione del vizio.
Sciagurato! Tutti i doni, la gloria del battesimo,
l'infanzia cristiana, una madre che t'ama,
la forza e la salute come il pane e l'acqua,
questo avvenire infine, tracciato nel quadro
di questo passato più chiaro del gioco delle maree,
Tu sperperi tutto, ti perdi in vili moine
fino all'ultima vigoria del tuo spirito, ahimè! 
« Fuori, o quasi, da questo schema,... » - come evidenzia R. Minore, tutto avvolto nell'ottica del pentimento e dei buoni propositi, anelante alla fede e alla carità cristiana, emergono isolate alcune liriche, che risentono fortemente della passata esperienza di Romances sans paroles, come Le ciel est, par-dessus le toit, La bise se rue à travers, L'échelonnement des haies,... 
In Sagesse, un po' dovunque, qua e là, si ritrovano, in un modo o nell'altro, i frammenti sparsi, ma senza organicità, di quell'esperienza indissolubilmente legata al poeta aux semelles de vent. L'indimenticabile intensità di Romances sans paroles ritorna prepotente, come un'eco mai assopito, che sembra voglia quasi sconvolgere nuovamente i buoni propositi e la fede tanto ricercata nel Cristianesimo.

## Esegesi critica
Renato Minore. Sagesse è una raccolta assai eterogenea, non ha unità sotterranea e indefinibile che fa delle Fêtes e delle Romances, come anche la Chanson, un insieme organico e compatto. [...] Verlaine esce da dure esperienze: è stato due anni in carcere, ha tentato inutilmente di riconciliarsi con Mathilde, ha errato da più parti nel tentativo di reinserirsi umanamente e letterariamente, si è contraddittoriamente accostato alla religione cattolica nell'illusione di trovare in essa un approdo definitivo, e con l'intenzione di rivedere tutta la sua storia privata alla luce di quella singolare conversione [...]